# Eliminatórias da Copa do Mundo FIFA de 2010 - Europa (Grupo 8)
O Grupo 8 das eliminatórias da Europa para a Copa do Mundo FIFA de 2010 foi formado por Itália, Bulgária, Irlanda, Chipre, Geórgia e Montenegro.
Representantes das seis confederações decidiram as datas dos jogos em uma reunião realizada em 15 de janeiro de 2008 em Sófia, na Bulgária.

## Classificação
| Pos | Equipe     | Pts | J  | V | E | D | GP | GC | SG  | Classificado                              |  | ITA | IRL | BUL | CYP | MNE | GEO |
| --- | ---------- | --- | -- | - | - | - | -- | -- | --- | ----------------------------------------- |  | --- | --- | --- | --- | --- | --- |
| 1   | Itália     | 24  | 10 | 7 | 3 | 0 | 18 | 7  | +11 | qualificadas para a Copa do Mundo de 2010 |  | —   | 1–1 | 2–0 | 3–2 | 2–1 | 2–0 |
| 2   | Irlanda    | 18  | 10 | 4 | 6 | 0 | 12 | 8  | +4  | qualificadas para a segunda fase          |  | 2–2 | —   | 1–1 | 1–0 | 0–0 | 2–1 |
| 3   | Bulgária   | 14  | 10 | 3 | 5 | 2 | 17 | 13 | +4  | Eliminado                                 |  | 0–0 | 1–1 | —   | 2–0 | 4–1 | 6–2 |
| 4   | Chipre     | 9   | 10 | 2 | 3 | 5 | 14 | 16 | −2  | Eliminado                                 |  | 1–2 | 1–2 | 4–1 | —   | 2–2 | 2–1 |
| 5   | Montenegro | 9   | 10 | 1 | 6 | 3 | 9  | 14 | −5  | Eliminado                                 |  | 0–2 | 0–0 | 2–2 | 1–1 | —   | 2–1 |
| 6   | Geórgia    | 3   | 10 | 0 | 3 | 7 | 7  | 19 | −12 | Eliminado                                 |  | 0–2 | 1–2 | 0–0 | 1–1 | 0–0 | —   |

## Resultados
| 6 de setembro de 2008 18:00 (UTC+2) | Geórgia     | 1 – 2     | Irlanda                | Stadion am Bruchweg, Mogúncia (GER)     |
|                                     | Kenia 90+2' | Relatório | Doyle 13' · Whelan 70' | Público: 4,500 Árbitro: HUN Zsolt Szabo |

| 6 de setembro de 2008 20:00 (UTC+2) | Montenegro                      | 2 – 2     | Bulgária                    | Pod Goricom, Podgorica                    |
|                                     | Vučinić 61' · Jovetić 82' (pen) | Relatório | Petrov 11' · Georgiev 90+2' | Público: 9,000 Árbitro: UKR Oleh Oriekhov |

| 6 de setembro de 2008 21:45 (UTC+3) | Chipre        | 1 – 2     | Itália              | Estádio Antonis Papadopoulos, Larnaca   |
|                                     | Aloneftis 28' | Relatório | Di Natale 8', 90+2' | Público: 6,000 Árbitro: NED Pieter Vink |

| 10 de setembro de 2008 19:00 (UTC+2) | Montenegro | 0 – 0     | Irlanda | Pod Goricom, Podgorica                   |
|                                      |            | Relatório |         | Público: 12,000 Árbitro: EST Sten Kaldma |

| 10 de setembro de 2008 20:50 (UTC+2) | Itália            | 2 – 0     | Geórgia | Stadio Friuli, Udine                          |
|                                      | De Rossi 17', 89' | Relatório |         | Público: 27,164 Árbitro: AUT Thomas Einwaller |

| 11 de outubro de 2008 20:30 (UTC+4) | Geórgia         | 1 – 1     | Chipre           | Estádio Boris Paichadze, Tbilisi           |
|                                     | Kobiashvili 73' | Relatório | Konstantinou 67' | Público: 40,000 Árbitro: CZE Radek Matejek |

| 11 de outubro de 2008 21:15 (UTC+3) | Bulgária | 0 – 0     | Itália | Estádio Nacional Vasil Levski, Sófia         |
|                                     |          | Relatório |        | Público: 35,000 Árbitro: FRA Stéphane Lannoy |

| 15 de outubro de 2008 19:45 (UTC+1) | Irlanda  | 1 – 0     | Chipre | Croke Park, Dublin                           |
|                                     | Keane 5' | Relatório |        | Público: 55,833 Árbitro: ROU Alexandru Tudor |

| 15 de outubro de 2008 20:30 (UTC+4) | Geórgia | 0 – 0     | Bulgária | Estádio Boris Paichadze, Tbilisi           |
|                                     |         | Relatório |          | Público: 35,250 Árbitro: NED Bjorn Kuipers |

| 15 de outubro de 2008 20:50 (UTC+2) | Itália           | 2 – 1     | Montenegro  | Stadio Via del Mare, Lecce                 |
|                                     | Aquilani 8', 29' | Relatório | Vučinić 19' | Público: 20,162 Árbitro: POR Pedro Proença |

| 11 de fevereiro de 2008 19:45 (UTC+0) | Irlanda              | 2 – 1     | Geórgia     | Croke Park, Dublin                        |
|                                       | Keane 73' (pen), 78' | Relatório | Iashvili 1' | Público: 45,000 Árbitro: FIN Jouni Hyytia |

| 28 de março de 2009 19:45 (UTC+0) | Irlanda  | 1 – 1     | Bulgária           | Croke Park, Dublin                      |
|                                   | Dunne 1' | Relatório | Kilbane 74' (g.c.) | Público: 60,002 Árbitro: CRO Ivan Bebek |

| 28 de março de 2009 20:00 (UTC+2) | Chipre                           | 2 – 1     | Geórgia               | Estádio Antonis Papadopoulos, Larnaca     |
|                                   | Konstantinou 33' · Christofi 56' | Relatório | Kobiashvili 71' (pen) | Público: 1,500 Árbitro: FRA Fredy Fautrel |

| 28 de março de 2009 20:45 (UTC+1) | Montenegro | 0 – 2     | Itália                        | Pod Goricom, Podgorica                       |
|                                   |            | Relatório | Pirlo 11' (pen) · Pazzini 75' | Público: 10,500 Árbitro: ENG Martin Atkinson |

| 1 de abril de 2009 18:00 (UTC+3) | Bulgária                 | 2 – 0     | Chipre | Estádio Nacional Vasil Levski, Sófia           |
|                                  | Popov 8' · Makriev 90+4' | Relatório |        | Público: 16,916 Árbitro: SWE Martin Ingvarsson |

| 1 de abril de 2009 20:50 (UTC+2) | Itália       | 1 – 1     | Irlanda   | Estádio San Nicola, Bari                    |
|                                  | Iaquinta 10' | Relatório | Keane 88' | Público: 48,000 Árbitro: GER Wolfgang Stark |

| 1 de abril de 2009 21:00 (UTC+4) | Geórgia | 0 – 0     | Montenegro | Estádio Boris Paichadze, Tbilisi           |
|                                  |         | Relatório |            | Público: 16,000 Árbitro: NIR David Malcolm |

| 6 de junho de 2009 20:30 (UTC+3) | Chipre                               | 2 – 2     | Montenegro          | Estádio Antonis Papadopoulos, Larnaca               |
|                                  | Konstantinou 14' · Michael 45' (pen) | Relatório | Damjanović 65', 77' | Público: 3,000 Árbitro: ESP Carlos Velasco Carballo |

| 6 de junho de 2009 20:30 (UTC+3) | Bulgária      | 1 – 1     | Irlanda   | Estádio Nacional Vasil Levski, Sófia         |
|                                  | Telkiyski 29' | Relatório | Dunne 24' | Público: 38,000 Árbitro: DEN Claus Bo Larsen |

| 5 de setembro de 2009 20:30 (UTC+3) | Bulgária                                                            | 4 – 1     | Montenegro | Estádio Nacional Vasil Levski, Sófia    |
|                                     | Kishishev 45+1' · Telkiyski 49' · Berbatov 83' · Domovchiyski 90+1' | Relatório | Jovetić 9' | Público: 7,543 Árbitro: FIN Tony Asumaa |

| 5 de setembro de 2009 21:30 (UTC+3) | Chipre   | 1 – 2     | Irlanda              | GSP Stadium, Nicósia                         |
|                                     | Elia 30' | Relatório | Doyle 5' · Keane 83' | Público: 5,191 Árbitro: AUT Thomas Einwaller |

| 5 de setembro de 2009 22:00 (UTC+4) | Geórgia | 0 – 2     | Itália                         | Estádio Boris Paichadze, Tbilisi           |
|                                     |         | Relatório | Kaladze 56' (g.c.), 66' (g.c.) | Público: 32,000 Árbitro: POL Marcin Borski |

| 9 de setembro de 2009 20:15 (UTC+2) | Montenegro        | 1 – 1     | Chipre    | Pod Goricom, Podgorica                       |
|                                     | Vučinić 56' (pen) | Relatório | Okkas 63' | Público: 4,000 Árbitro: SUI Cyril Zimmermann |

| 9 de setembro de 2009 20:50 (UTC+2) | Itália                    | 2 – 0     | Bulgária | Estádio Olímpico, Turim                    |
|                                     | Grosso 11' · Iaquinta 40' | Relatório |          | Público: 26,122 Árbitro: GER Florian Meyer |

| 10 de outubro de 2009 19:00 (UTC+2) | Montenegro                | 2 – 1     | Geórgia         | Pod Goricom, Podgorica                    |
|                                     | Batak 14' · Delibašić 78' | Relatório | Dvalishvili 45' | Público: 5,420 Árbitro: TUR Selçuk Dereli |

| 10 de outubro de 2009 20:00 (UTC+1) | Irlanda                    | 2 – 2     | Itália                         | Croke Park, Dublin                       |
|                                     | Whelan 8' · St. Ledger 87' | Relatório | Camoranesi 26' · Gilardino 90' | Público: 70,640 Árbitro: NOR Terje Hauge |

| 10 de outubro de 2009 20:00 (UTC+3) | Chipre                                                    | 4 – 1     | Bulgária     | Estádio Antonis Papadopoulos, Larnaca     |
|                                     | Charalambidis 11', 20' · Konstantinou 58' · Aloneftis 78' | Relatório | Berbatov 44' | Público: 3,700 Árbitro: BEL Paul Allaerts |

| 14 de outubro de 2009 19:00 (UTC+1) | Irlanda | 0 – 0     | Montenegro | Croke Park, Dublin                           |
|                                     |         | Relatório |            | Público: 50,212 Árbitro: SVK Vladimír Hriňák |

| 14 de outubro de 2009 20:00 (UTC+2) | Itália                    | 3 – 2     | Chipre                     | Estádio Ennio Tardini, Parma            |
|                                     | Gilardino 78', 81', 90+2' | Relatório | Makrides 12' · Michael 48' | Público: 15,009 Árbitro: ISR Alon Yefet |

| 14 de outubro de 2009 21:00 (UTC+3) | Bulgária                                              | 6 – 2     | Geórgia                                 | Estádio Nacional Vasil Levski, Sófia         |
|                                     | Berbatov 6', 23', 35' · Petrov 14', 44' · Angelov 31' | Relatório | Dvalishvili 34' · Kobiashvili 51' (pen) | Público: 700 Árbitro: ISL Kristinn Jakobsson |

## Artilharia
| 5 golos - Dimitar Berbatov - Robbie Keane 4 golos - Michalis Konstantinou - Alberto Gilardino 3 golos - Levan Kobiashvili - Mirko Vučinić 2 golos - Dimitar Telkiyski - Martin Petrov - Constantinos Charalambidis - Chrysis Michael - Efstathios Aloneftis - Vladimir Dvalishvili - Glenn Whelan | 2 golos (continuação) - Kevin Doyle - Richard Dunne - Alberto Aquilani - Antonio Di Natale - Daniele De Rossi - Vincenzo Iaquinta - Dejan Damjanović - Stevan Jovetić 1 golo - Blagoy Georgiev - Dimitar Makriev - Ivelin Popov - Radostin Kishishev - Stanislav Angelov - Stilian Petrov - Valeri Domovchiyski | 1 golo (continuação) - Constantinos Makrides - Dimitris Christofi - Ioannis Okkas - Marios Elia - Alexander Iashvili - Levan Kenia - Sean St. Ledger - Andrea Pirlo - Fabio Grosso - Giampaolo Pazzini - Mauro Camoranesi - Andrija Delibašić - Radoslav Batak Gols contra - Kakha Kaladze (2) (para a Itália) - Kevin Kilbane (para a Bulgária) |